# Ревятицька волость
Ревятицька волость — історична адміністративно-територіальна одиниця Пружанського повіту Гродненської губернії Російської імперії (волость). Волосний центр — село Рев'ятичі.
Станом на 1885 рік складалася з 16 поселень, 13 сільських громад. Населення — 4227 осіб, 336 дворових господарств, 10 889 десятин землі (4 396 — орної).

## У складі Польщі
Після анексії Полісся Польщею волость отримала назву ґміна Рев'ятиче Пружанського повіту Поліського воєводства Польської республіки (гміна). Адміністративним центром було село Рев'ятичі.
Розпорядженням Міністра Внутрішніх Справ 5 січня 1926 р. передано населені пункти: 
- з ліквідованої ґміни Чернякув: села Бірки, Михалки і Кошелеве та фільварок Теофілівка;
- до ґміни Мєндзилєсє: село Мошковичі
- до ґміни Береза-Картуска — колонія: Возне.

1 квітня 1932 р. розпорядженням Міністра внутрішніх справ Польщіліквідовано ґміну Рев'ятиче і приєднано населені пункти до:
- ґміни Малеч: села Бармути, Горськ, Постолове і Житин та урочище Теофілівка;
- новоутвореної ґміни Сєхнєвіче — села: Бірки, Голиці, Кошелеве, Мар'янове, Михалки, Мінки, Петелеве, Підосся, Рев'ятичі, Платонція, Сехневичі, Соболі, Свадьбичі, Шляхетська Пуща, Шолтунове Вінин і Заріччя, маєтки: Сехневичі й Маривіль, маєтки: Свадьбичі та Шляхетська Пуща, хутори: Кречет, Свадьбичі, Красівщина, Малинник, Під'яблунь і Мошковичі, колонії: Шляхетська Пуща, Дубина, Здитівщина і Новинки та селище: Задвір'я;
- ґміни Шерешув: колонія Бекешівка й урочища Бірки і Гай.